# 佳冬神社
22°24′42″N 120°33′45″E / 22.411599°N 120.562457°E
佳冬神社是臺灣日治時期設於高雄州東港郡佳冬庄（今屏東縣佳冬鄉）的神社。其鳥居和基座等殘跡至今仍保存，在2012年以「佳冬鄉神社」之名公告為屏東縣歷史建築。

## 歷史
1934年適逢裕仁皇太子在1923年頒布《國民精神作興詔書》的十周年，佳冬庄役場即在當時計畫興建佳冬神社，在1935年5月提出了一萬一千圓的募款活動，而在同年10月提出創立計畫，此計畫在1936年4月7日由中央許可。佳冬神社選址於高雄州東港郡佳冬庄佳冬（今屏東縣佳冬鄉佳和路與兩旁民宅）。耗資9800圓，於昭和11年（1936年）2月14日舉行地鎮祭動工，同年3月5日舉行上棟式，同年4月13日鎮座。社格為無格社。祭祀天照大神、開拓三神（大國主命、大己貴命、少彥名命）與北白川宮能久親王，例祭日11月3日。其社掌由東港神社社掌宮崎利行兼任。
戰後神社廢止。參道兩側蓋起民宅，原神社建築亦逐漸消失。

## 神社建築
佳冬神社由四座鳥居、神橋、石燈籠數座、手水舍、狛犬一對以及拜殿、本殿、祭器庫、社務所等建物所組成，從第一鳥居一直到最深處，大約長140公尺。其中鳥居為神明系之靖國鳥居，並與神橋、燈籠等同為混凝土製。拜殿與本殿皆為神明造。

## 現況
神社原址目前仍留有鳥居、正殿基座等遺跡在。包含成為佳和路的原參道路徑（其中原位於二之鳥居前的一小段階梯也隨之消失）。以及與民宅相溶的一之鳥居、神橋、僅存一邊柱子的二之鳥居、僅存一邊龜腹（鳥居底座）的三之鳥居、僅存基壇的燈籠數基（另有燈籠構件數枚散落於參道兩旁民宅內）、部分隱沒入柏油路面的拜殿基壇、部分玉垣、本殿基壇和駁坎等。另有狛犬1對移到國立佳冬高級農業職業學校。

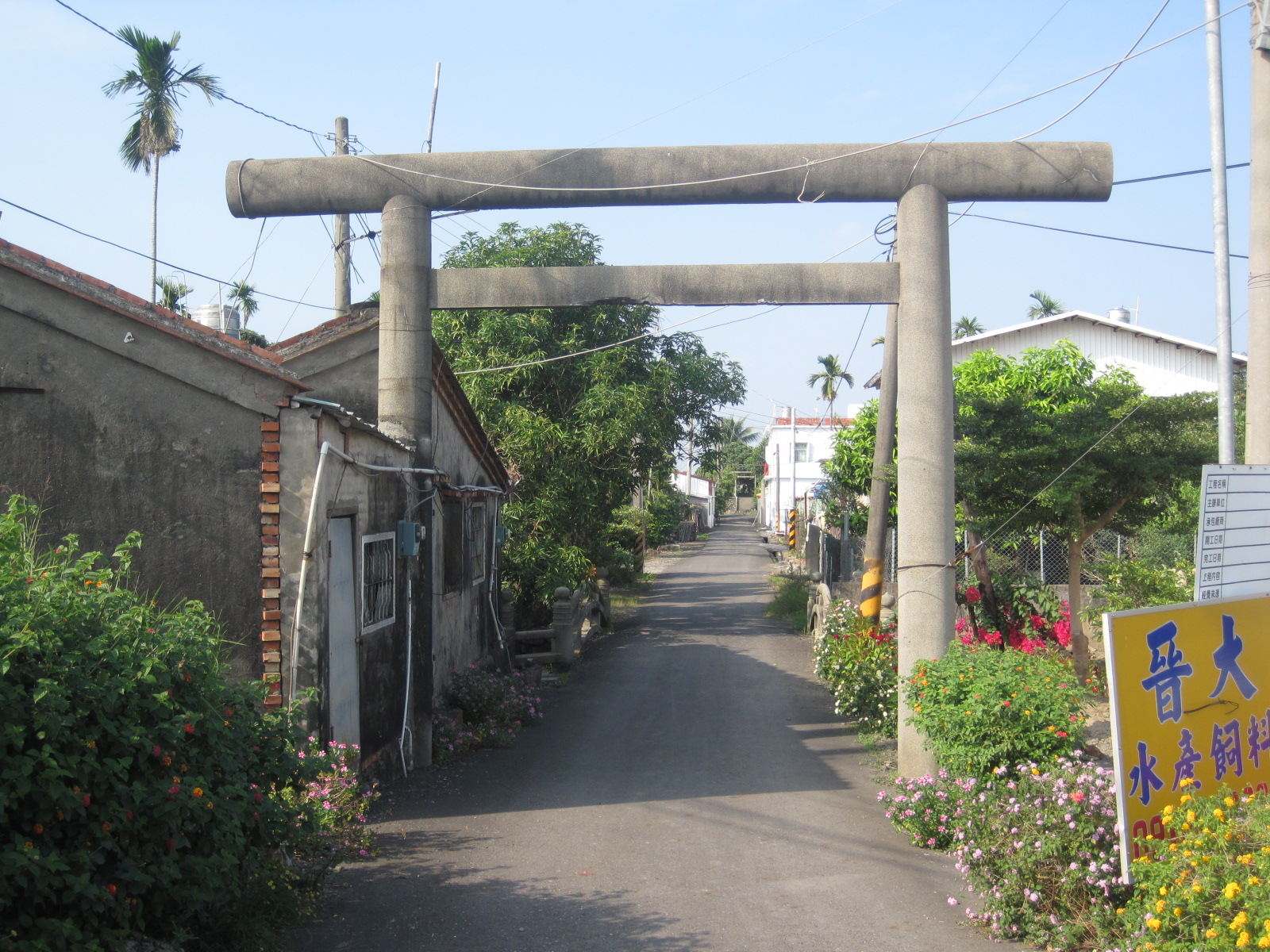
佳冬神社入口鳥居往神社內望去）
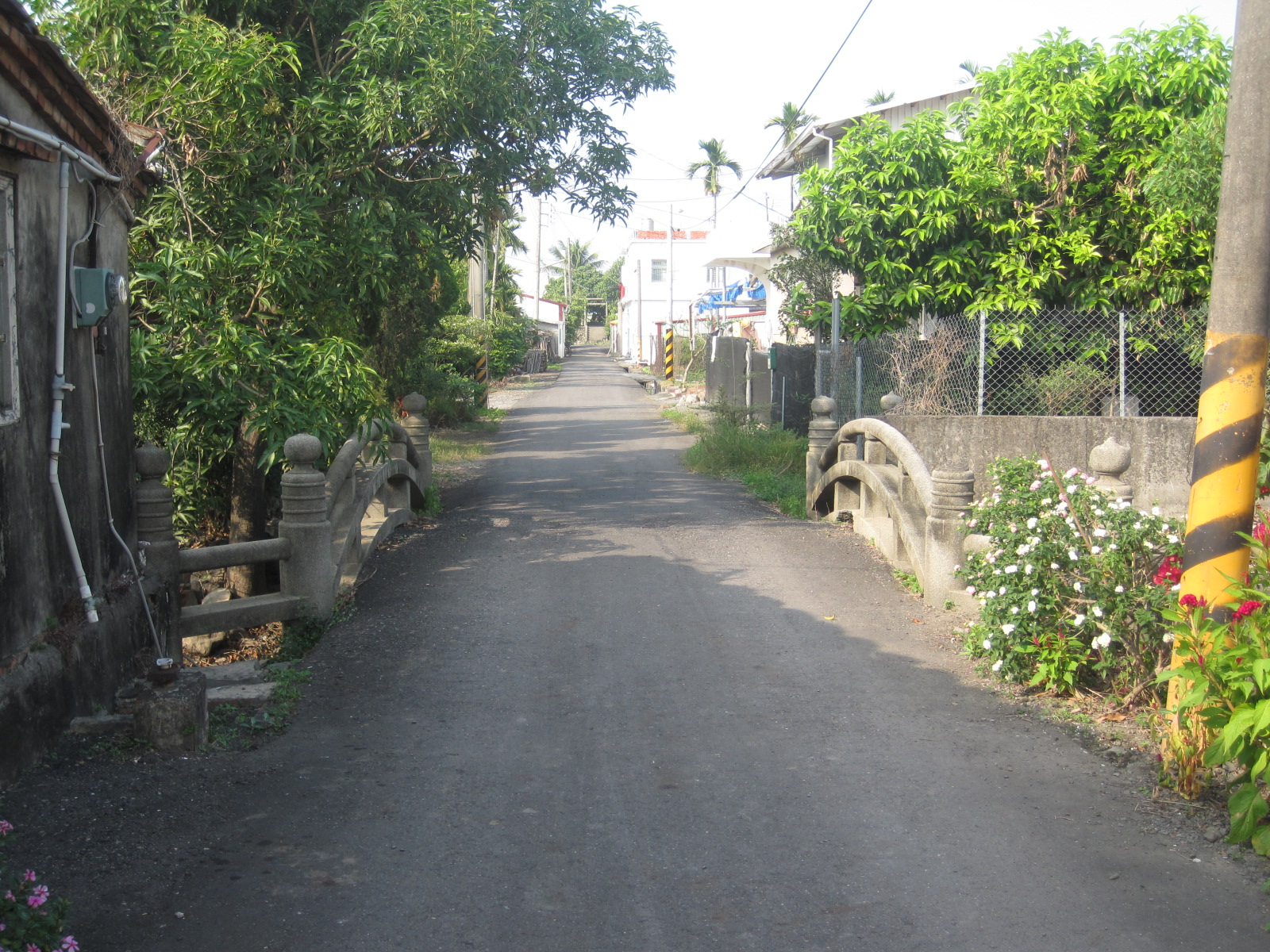
神橋
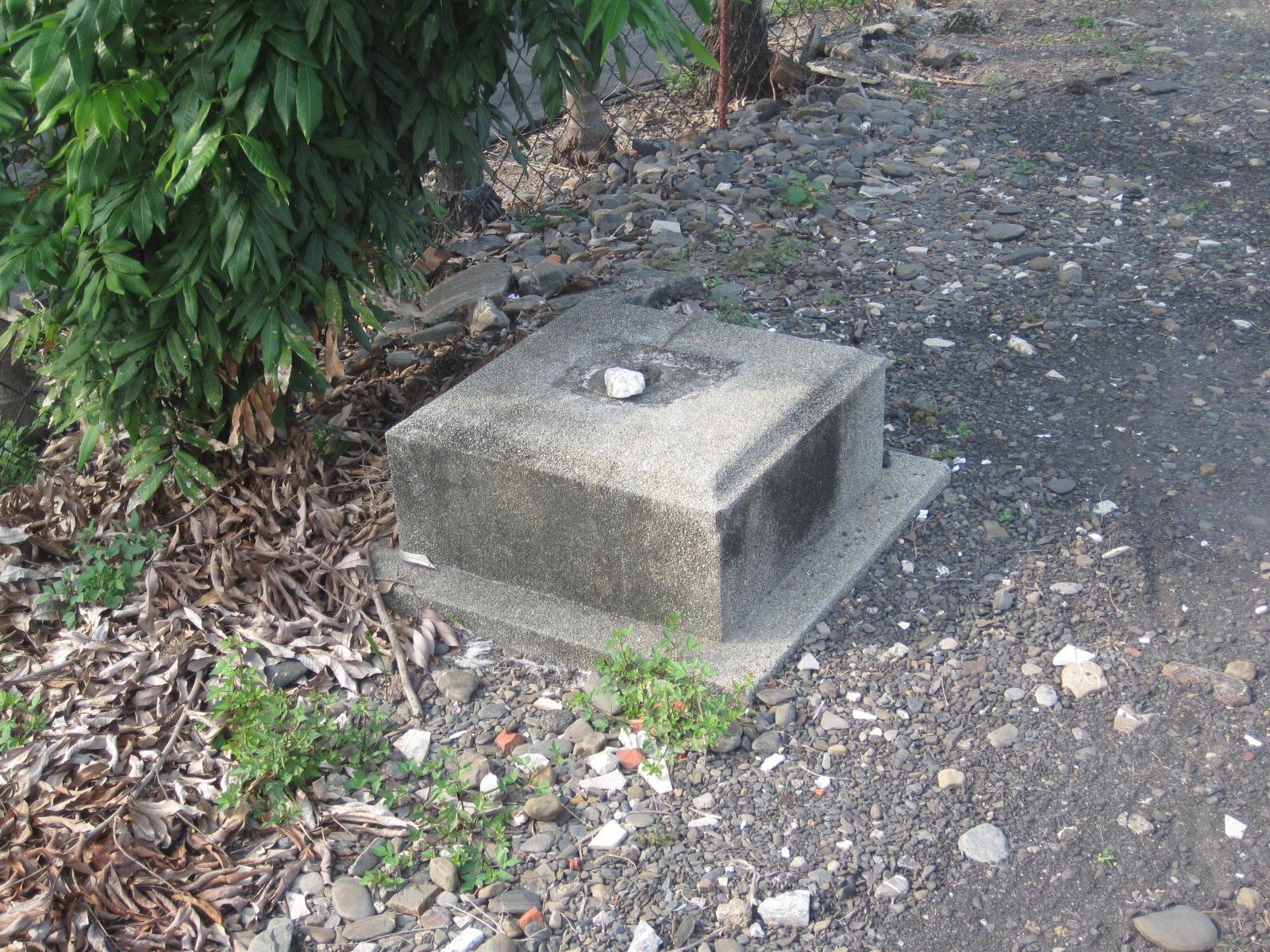
燈籠基壇(底座)
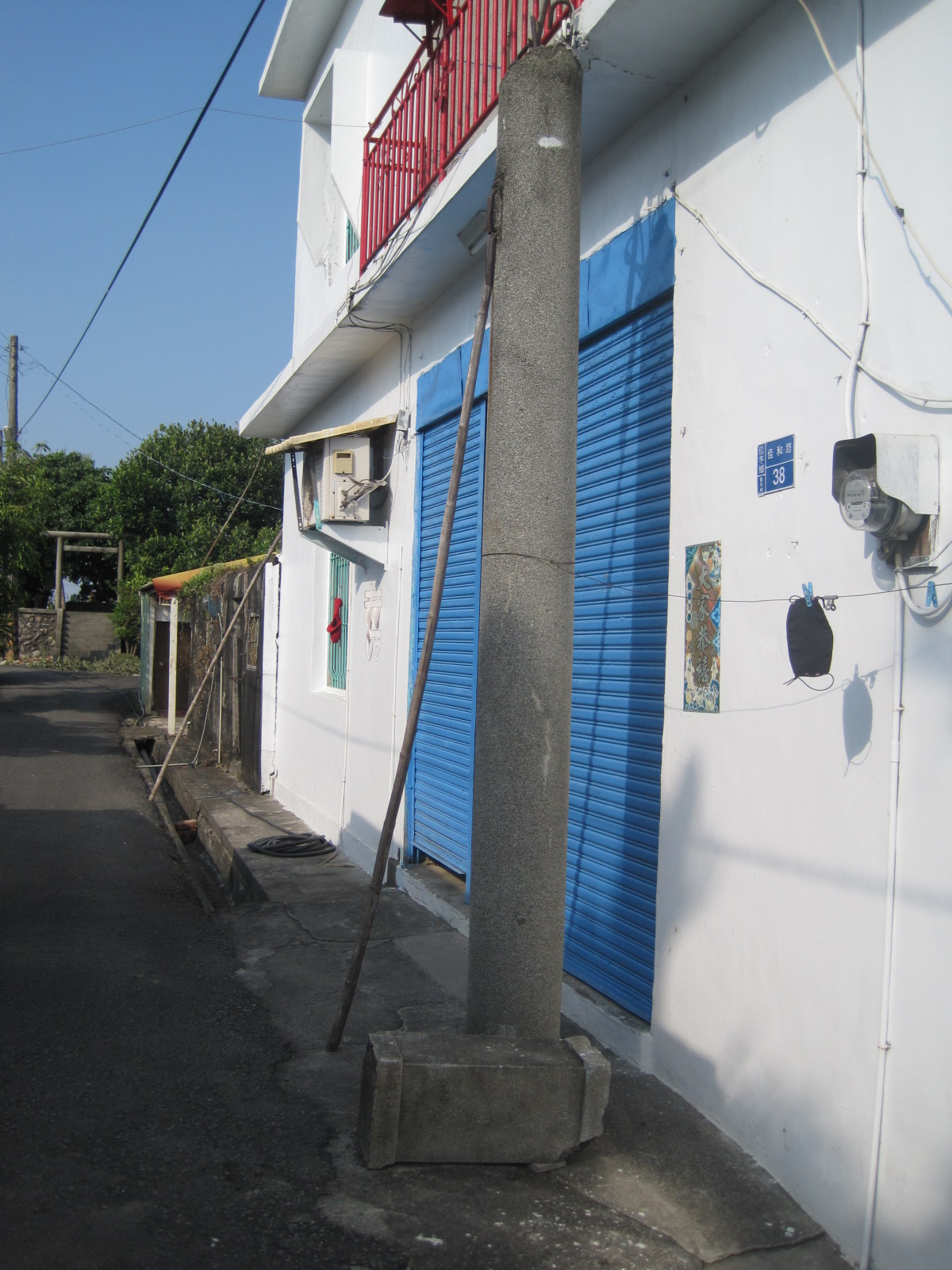
二之鳥居遺跡
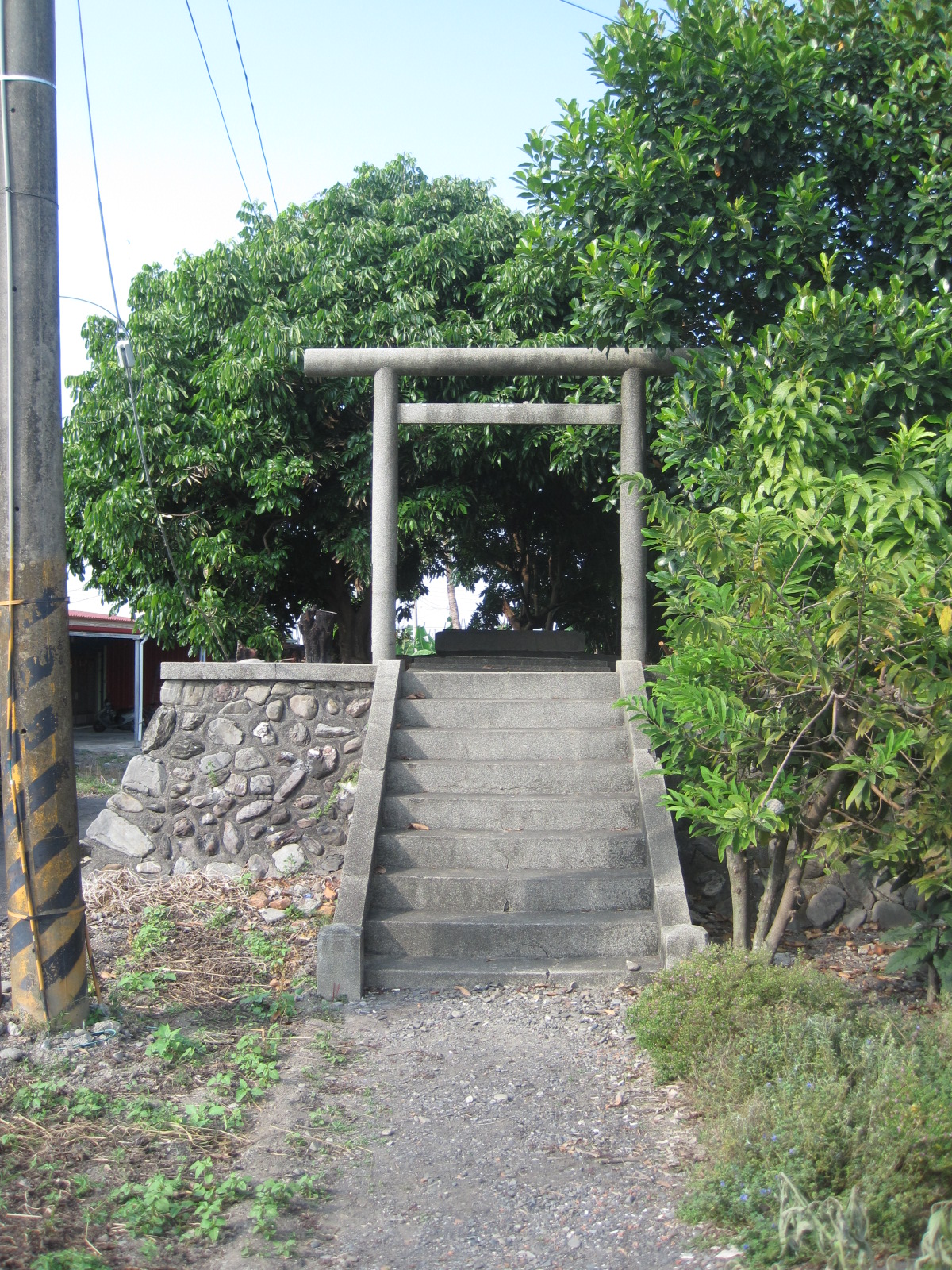
四之鳥居
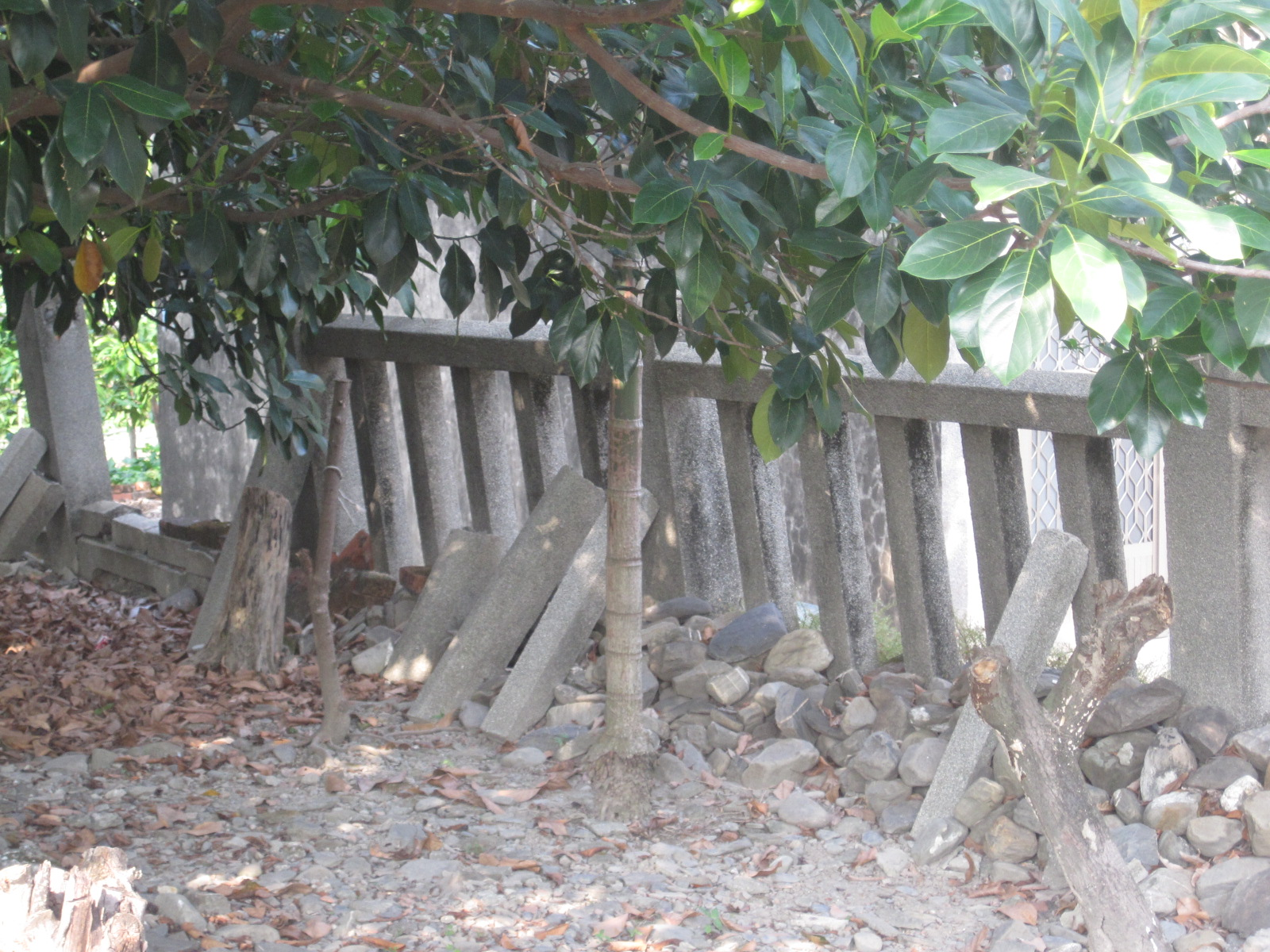
玉垣
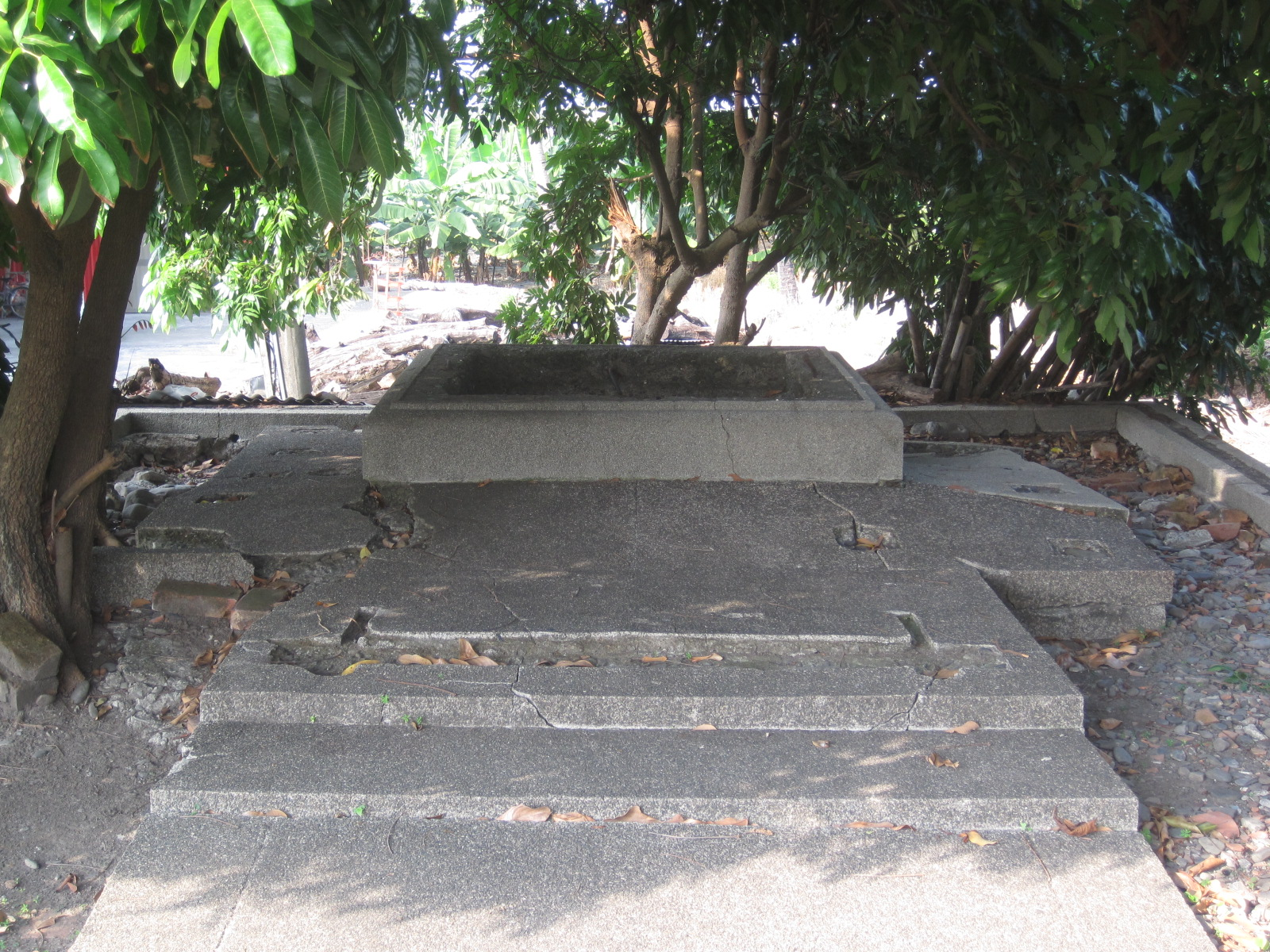
正殿基壇

## 關聯項目
- 台灣神社列表